# 平川英二
平川　英二（ひらかわ えいじ、1947年 - ）は、日本のドキュメンタリージャーナリスト。

## 人物・略歴
- 1947年、秋田県能代市に生まれる。能代一中、能代高校卒
- 1971年、神奈川大学英語英文学科卒、国際電電(KDD)に、3年間勤務
- 1972年、一年間、インド、中東諸国を旅行
- 1974~1979年、秋田県立工業高校定時制英語教員、地の塩塾英会話初代講師
- 1979年、国際ロータリー財団奨学生として、渡米。ニューヨーク州立大学オルバニー校大学院に留学。
- 1983年、米国永住権を取得。日本レストラン、タクシー運転手、ガイド、銀行員、日本人学校教師、通訳、商社役員などを経験。
- 1985年、以来、今日まで、フリーランスの立場で、日本向けテレビ報道番組制作の現地取材に従事。

## ドキュメンタリー取材

### TV
- 1984年、テレビ報道番組「アメリカは今」　日本テレビ＜特別企画＞
- 1985年、「ハーレム・ドキュメンタリー」テレビ朝日＜ニュース・ステーション＞ ニューヨークの黒人居住地区ハーレムに一ヶ月潜入し、ハーレムの現実を取材したドキュメント。
- 1986年、「ヒロシマ原爆はドイツ製だった？」　テレビ朝日＜ニュース・ステーション連続三夜放送＞
- 1987年、 「幻の風船爆弾」　テレビ朝日＜ニュース・ステーション連続二夜放送＞
- 1989年　「幻のプロパガンダ誌“フロント”」テレビ朝日＜ザ・スクープ＞
- 1989年、「ハドソン川」　テレビ朝日＜ニュース・フロンティア＞
- 1991年、「カナダ北極紀行～１．北米大陸最果ての村２．流氷の島」テレビ朝日＜ニュース・ステーション＞　エスキモーを取材
- 1991年、「従軍慰安婦～知られざる真実」　テレビ朝日＜ザ・スクープ＞
- 1991年、 「真珠湾への道」　テレビ朝日＜ニュース・ステーション＞
- 1992年、「アメリカ最古の人々～北米インディアンの世界　１．聖なる砂絵（ナバホ族）　２．コロンブスから五百年目の夏祭り（プエブロ族）」　テレビ朝日＜ニュース・ステーション＞
- 1992年、「アメリカ最貧困地帯～ミッシシッピーデルタ」　テレビ朝日＜ニュース・ステーション>
- 1993年、「賞金稼ぎ～麻薬犯罪都市に逃亡犯を追う」　テレビ朝日＜ザ・スクープ＞
- 1994年、「億万長者に嫁いだ日本人妻たち」　フジテレビ
- 1994年、「宇宙からの生還　アポロ１３号」　テレビ朝日＜日米協同制作特別番組＞
- 1995年、「核廃棄物～マサチューセッツ湾の海洋汚染」　テレビ朝日＜ザ・スクープ＞
- 1995年、 「ヒロシマ～原爆はなぜ投下されたか～50年目の検証」　テレビ朝日＜戦後50年特別企画＞
- 1995年、「驚異の人工血液～日米バイオ最前線」　テレビ朝日＜サンデー・プロジェクト＞
- 1995年　　新潟テレビＮＴ２１＜特別番組＞「武士の娘～杉本鉞子の生涯」
- 1996年、「ジェームズ・ディーン物語」日本テレビ＜世界不思議発見＞
- 1996年、「発覚！５年目の真実　～湾岸戦争の幼き犠牲者たち」テレビ朝日＜ザ・スクープ＞
- 1997年、「セックスレスで子供が生まれる～進む生殖革命」テレビ朝日＜ニュース・ステーション＞
- 1997年、「電子マネーが危ない～インターネットに侵入するハッカーたち」テレビ朝日＜サンデー・プロジェクト＞
- 1997年、「南海楽園伝説（ポリネシア）～虹の海を渡ったモンゴロイド」テレビ朝日＜ネイチャリング・スペシャル＞
- 1998年、「ガルフ・ウォー・ベイビー　～湾岸戦争の後遺症に悩むアメリカ」ＮＨＫ衛星第一＜日曜スペシャル＞
- 1999年  テレビ朝日＜素敵な宇宙船地球号＞
- 1997年、「狙われる日本マネー　～デリバティブの実態を徹底検証」テレビ朝日＜サンデー・プロジェクト＞
- 1999年、「流通革命40年　ダイエー・中内会長は語る」　テレビ朝日＜サンデー・プロジェクト＞
- 1999年、「18歳アメリカに舞う ～バレエダンサー吉本真悟の覚悟」 テレビ朝日

### 出版（取材に関与）
- 1991年　朝日新聞日曜版「映画の旅　“ディア・ハンター”」 ベトナム帰還兵の今日をワシントン州 オリンピック半島に取材。
- 1991年　朝日新聞日曜版「映画の旅　“ＪＦＫ”」オリバー・ストーン監督をインタビュー
- 1992年　朝日新聞日曜版「映画の旅　“カッコーの巣の上で”」 自由を追い求める人間像を一貫して描くミロス・フォアマン監督をインタビュー
- 1993年　朝日新聞日曜版「映画の旅　“ミッドナイト・ラン”」　 現役の賞金稼ぎを取材
- 1993年　週刊朝日　司馬遼太郎　「街道をゆく・ニューヨーク編」
- 1993年　鈴木明氏「新・南京大虐殺の幻」（１９９９年出版）執筆のための資料調査
- 1995年　朝日新聞連載記事　「航空機の安全性を探る」１０年前の日航機墜落事故について、事故当時は聞けなかった米調査団、米運輸省、他関係 官庁、ボーイング社の証言を取材。
- 1996年　朝日新聞日曜版「食材の旅」　 カリフォルニア州サリナス一帯の野菜農場を取材。掲載記事数点はその後、サライ「地球食材 の旅」に収録されている。

### エピソード
- 司馬遼太郎著『街道をゆく39ニューヨーク散歩』平川英二氏の二十二年／では平川英二氏の旅した人生及びニューヨークの生活を紹介している。[1]